# NSFW
NSFW son las siglas de la expresión en inglés Not safe/suitable for work, que significa literalmente que «no es seguro/apropiado para el trabajo». Se utiliza en foros, IRC, blogs o páginas web para advertir de que determinado contenido puede ser inadecuado para su visualización en el trabajo, generalmente por ser subido de tono, pornográfico, sangriento, violento u ofensivo.
Algunos sitios web, como Reddit, ofrecen a los usuarios la opción de marcar su contenido como NSFW para advertir a otros, sobre su naturaleza explícita, antes de que accedan a él.